# Jerzy Kwiatek (działacz)
Jerzy Piotr Kwiatek (ur. 28 czerwca 1933 w Igołomii) – polski historyk, działacz studencki i komunistyczny.

## Życiorys
Z wykształcenia historyk. Ukończył studia m.in. w Wyższej Szkole Nauk Społecznych przy KC PZPR. Należał do Zrzeszenia Studentów Polskich. Od 1956 do 1957 przewodniczył radzie uczelnianej ZSP w WSE w Krakowie. Od 1957 do 1963 był wiceprzewodniczącym ds. kultury Rady Naczelnej tej organizacji. Od 14 lutego 1963 do 4 stycznia 1966 pełnił funkcję przewodniczącego Rady Naczelnej ZSP. Na stanowisku zastąpił go Jerzy Piątkowski.
Od 1959 do rozwiązania należał do Polskiej Zjednoczonej Partii Robotniczej. Od 1964 do 1968 i od 1971 do 1975 był zastępcą członka KC PZPR. Od 1967 do 1971 pełnił funkcję zastępcy kierownika, a od 1971 do 1974 był kierownikiem Wydziału Kultury KC PZPR. Od 1978 do 1991 pracował jako dziennikarz w  „Trybunie Ludu”. Był współinicjatorem powołania Ogólnopolskiej Komisji Historycznej Ruchu Studenckiego w 1986, której był wieloletnim aktywnym członkiem.

## Odznaczenia
- Odznaka "Zasłużonego działacza Towarzystwa Rozwoju Ziem Zachodnich" (1965)[4]
- Brązowy Medal „Za zasługi dla obronności kraju” (1967)[5]
- Medal Za Zasługi dla Ruchu Studenckiego (2011)[6]
- Tytuł "Honorowy członek Zrzeszenia Studentów Polskich" (1966)[7]